# Eupilaria leucopoda
Eupilaria leucopoda är en tvåvingeart som först beskrevs av Alexander 1931.  Eupilaria leucopoda ingår i släktet Eupilaria och familjen småharkrankar. Inga underarter finns listade i Catalogue of Life.